# Claudia Herstatt
Claudia Ludowika Herstatt (* 21. November 1948 in Wiesbaden; † 16. April 2012 in Hamburg) war eine deutsche Kunstkritikerin.

## Leben
Herstatt war die Tochter des Kölner Bankiers Iwan David Herstatt, studierte in Köln und Bayreuth und war seit 1980 für das Kunstmagazin art als Korrespondentin zunächst in Zürich und Brüssel tätig. In Belgien schrieb sie 1988 über das Land einen Kunstreiseführer. Als Kolumnistin arbeitete sie von Hamburg aus für den Tagesspiegel, das Handelsblatt (1989), Die Welt, das Kunstforum und die Weltkunst. In der Zeit hatte sie zwischen 2000 und 2006 eine wöchentliche Kunstmarkt-Kolumne. 1991/92 war sie Pressesprecherin der documenta IX. Sie veröffentlichte zudem eine Vielzahl von kunstorientierten Artikeln, zuletzt noch im April 2011 über den Qualitätsschub auf der Art Cologne.
Sie starb am 16. April 2012 im Alter von 63 Jahren.

## Schriften
- Frauen, die handeln: Galeristinnen im 20. und 21. Jahrhundert, Ostfildern: Hatje Cantz, 2008
- Fit für den Kunstmarkt, Ostfildern: Hatje Cantz, 2007
- Hamburger Kunsthalle, Galerie der Gegenwart, Text Claudia Herstatt. Photographien Elke Walford, Ostfildern-Ruit: Hatje, 1997
- Belgien, Olten: Walter, 1988